# Grúzia a 2014. évi téli olimpiai játékokon
Grúzia az oroszországi Szocsiban megrendezett 2014. évi téli olimpiai játékok egyik részt vevő nemzete volt. Az országot az olimpián 2 sportágban 4 sportoló képviselte, akik érmet nem szereztek.

## Alpesisí
Férfi
| Versenyző          | Versenyszám      | 1. futam      | 1. futam      | 2. futam | 2. futam | Összesítés | Összesítés |
| Versenyző          | Versenyszám      | Idő           | Hely.         | Idő      | Hely.    | Idő        | Helyezés   |
| ------------------ | ---------------- | ------------- | ------------- | -------- | -------- | ---------- | ---------- |
| Iaszon Abramasvili | Műlesiklás       | 52,59         | 43.           | 1:00,78  | 23.      | 1:53,37    | 22.        |
| Iaszon Abramasvili | Óriás-műlesiklás | nem ért célba | nem ért célba | kiesett  | kiesett  | kiesett    | kiesett    |
| Alekszi Beniaidze  | Műlesiklás       | nem ért célba | nem ért célba | kiesett  | kiesett  | kiesett    | kiesett    |
| Alekszi Beniaidze  | Óriás-műlesiklás | nem ért célba | nem ért célba | kiesett  | kiesett  | kiesett    | kiesett    |

Női
| Versenyző     | Versenyszám      | 1. futam      | 1. futam      | 2. futam | 2. futam | Összesítés | Összesítés |
| Versenyző     | Versenyszám      | Idő           | Hely.         | Idő      | Hely.    | Idő        | Helyezés   |
| ------------- | ---------------- | ------------- | ------------- | -------- | -------- | ---------- | ---------- |
| Nino Ciklauri | Műlesiklás       | nem ért célba | nem ért célba | kiesett  | kiesett  | kiesett    | kiesett    |
| Nino Ciklauri | Óriás-műlesiklás | 1:27,27       | 54.           | 1:28,07  | 50.      | 2:55,34    | 49.        |

## Műkorcsolya
| Versenyző           | Versenyszám | Rövid program | Rövid program | Kűr   | Kűr   | Összesítés | Összesítés |
| Versenyző           | Versenyszám | Pont          | Hely.         | Pont  | Hely. | Pont       | Helyezés   |
| ------------------- | ----------- | ------------- | ------------- | ----- | ----- | ---------- | ---------- |
| Elene Gedevanisvili | Női egyéni  | 54,70         | 17.           | 92,45 | 20.   | 147,15     | 19.        |